# Forsvar (tv-serie)
|  | For andre betydninger af ordet Forsvar, se Forsvar (flertydig). |
Forsvar er en dansk dramaserie, der blev sendt første gang på TV 2 i 2003-2004. Serien blev skrevet og instrueret af forskellige danske forfattere og instruktører. De mest kendte af disse er Niels Arden Oplev, Niels Gråbøl, Jannik Johansen og Henrik Ruben Genz.
Serien handler om advokatkontoret Frank & Christensen, der ligger på Halmtorvet på Vesterbro i København. Man følger advokaternes forskellige sager og private relationer.

## Hovedpersoner
- Mikael Frank (Lars Brygmann)
- Claus "CC" Christensen (Troels Lyby)
- Malene Bork (Anette Støvelbæk)
- Rebecca Neumann (Sonja Richter)
- Patrik Larsen (Carsten Bjørnlund)
- Leo Zielinski (Jesper Lohmann)
- Katrine Lindemark (Lene Maria Christensen)

## Medvirkende
- Mikael Frank, forsvarsadvokat – Lars Brygmann
- Malene Bork, forsvarsadvokat – Anette Støvelbæk
- Claus "CC" Christensen, forsvarsadvokat – Troels Lyby
- Rebecca Neumann, forsvarsadvokat – Sonja Richter
- Patrik Larsen, assistent – Carsten Bjørnlund
- Leo Zielinski, forsvarsadvokat – Jesper Lohmann
- Pernille Karmark, anklager - Paprika Steen
- Fritze Krogh, landsdommer – Birthe Neumann
- Jørgen Balslev, byretsdommer – John Hahn-Petersen
- Philip Lefevre, landsdommer – Paul Hüttel
- Troels Søndergaard, anklager – Peter Hesse Overgaard
- Eva Holme, anklager – Ellen Nyman
- Katrine Lindemark, advokat – Lene Maria Christensen
- Martin Christensen, CC's bror og politibetjent - Alexandre Willaume
- Erik Frank, Mikaels far og advokat - Peter Steen
- Poul Christensen, CC's far og fhv. politibetjent - Stig Hoffmeyer
- Bjarne Duelund, rockerpræsident - Michael Carøe
- Graziella Lyngfeldt, vidne - Karin Rørbech
- Walid Paarup, tiltalt - Ali Kazim
- Ulf Steenbeck, landsdommer - Troels II Munk
- Vilhelm Levin, forsvarsadvokat - Simon Rosenbaum
- Bo Arnøe, juraprofessor - Henrik Birch
- Pede, meddeler - David Owe
- Tonny Lindahl, politibetjent - Claus Gerving
- Futte, rocker -  Stanislav Sevcik
- Hugo B., kunstner - Thomas W. Gabrielsson
- Oberst Thinghus, oberst - Nis Bank-Mikkelsen
- Vartan El Masjan, vidne - André Babikian
- Maria Zielinski, Leos mor - Malene Schwartz
- Poul Meissner, pater - Niels Vigild
- John Lund, vidne - Henning Valin Jakobsen
- Mona Pelving, vidne - Linda Laursen
- Leif Schrøder, butler - Henning Sprogøe
- Dennis Snotabe, narkohandler - Ulle Bjørn Bengtsson
- Lasse Weiss, skuespiller - Kristian Ibler
- Bjarne Ormslev, lektor - Kristian Boland
- Herluf Bechgaard, advokat - Preben Harris

## Afsnit

### Første sæson
Første sæson af Forsvar blev sendt første gang søndag den 21. september 2003.
| #  | Titel                           | Første sendedag    | Handling |
| -- | ------------------------------- | ------------------ | -------- |
| 01 | "En lykkelig familie"           | 21. september 2003 |          |
| 02 | "Manden i Sydhavnen"            | 24. september 2003 |          |
| 03 | "Vrede mænd"                    | 1. oktober 2003    |          |
| 04 | "Uden for loven"                | 8. oktober 2003    |          |
| 05 | "Den gode søn"                  | 15. oktober 2003   |          |
| 06 | "Den man elsker"                | 22. oktober 2003   |          |
| 07 | "Kæmp for alt hvad du har kært" | 29. oktober 2003   |          |
| 08 | "Loverboy"                      | 5. november 2003   |          |
| 09 | "Broderskab"                    | 12. november 2003  |          |
| 10 | "En god muslim"                 | 19. november 2003  |          |
| 11 | "Falske vidner"                 | 26. november 2003  |          |

### Anden sæson
| #  | Titel                         | Første sendedag |
| -- | ----------------------------- | --------------- |
| 01 | "Blodets bånd"                | 14. marts 2004  |
| 02 | "Værelse 522"                 | 21. marts 2004  |
| 03 | "En vidunderlig mand"         | 28. marts 2004  |
| 04 | "Forførerne"                  | 4. april 2004   |
| 05 | "Fremtid med havudsigt del 1" | 11. april 2004  |
| 06 | "Fremtid med havudsigt del 2" | 18. april 2004  |
| 07 | "Skytsenglen del 1"           | 25. april 2004  |
| 08 | "Skytsenglen del 2"           | 2. maj 2004     |

### Tredje sæson
| #  | Titel                     | Første sendedag    |
| -- | ------------------------- | ------------------ |
| 01 | "Jagten på visheden"      | 26. august 2004    |
| 02 | "En uforglemmelighed dag" | 1. september 2004  |
| 03 | "Ild i gamle huse"        | 8. september 2004  |
| 04 | "Bankende hjerte"         | 15. september 2004 |
| 05 | "Som brødre vi dele"      | 22. september 2004 |
| 06 | "Hemmeligheder"           | 29. september 2004 |
| 07 | "Den fortabte søn"        | 6. oktober 2004    |
| 08 | "Kærlighedens beslutning" | 13. oktober 2004   |
| 09 | "Det største offer"       | 27. oktober 2004   |
| 10 | "Kærlighed og død"        | 3. november 2004   |